# 周嘉賓
周嘉賓（1559年—1618年），字仲召，四川成都府內江縣人，民籍，治《書經》，年二十五歲中式萬曆十一年癸未科第三甲第一百六十七名進士。二月二十一日生，行一，曾祖周書，教諭；祖周孔徒，知縣；父周介臣；母張氏。重慶下，妻劉氏，弟嘉宋；嘉察；嘉宥；嘉宇；嘉宣；嘉官。由國子生中式四川鄉試第十七名舉人，會試中式第三百四十四名。